# Franz Kapus
Franz Kapus, né le 12 avril 1909 à Zurich et mort le 4 mars 1981 dans la même ville, est un bobeur suisse notamment champion du monde en 1955 et champion olympique en 1956 en bob à quatre.

## Biographie
Franz Kapus pratique plusieurs sports différents : il participe à des compétitions de gymnastique, de natation, de sport militaire, de lutte suisse et de boxe. Pendant sa carrière de bobeur, Franz Kapus participe à trois éditions des Jeux olympiques. Il est huitième aux Jeux olympiques d'hiver de 1948 à Saint-Moritz (Suisse) puis quatrième à ceux de 1952 à Oslo (Norvège) en bob à quatre. Aux Jeux olympiques d'hiver de 1956 organisés à Cortina d'Ampezzo en Italie, il est septième en bob à deux et devient champion olympique en bob à quatre avec Robert Alt, Heinrich Angst et Gottfried Diener à l'âge de 46 ans. Il est le pilote le plus âgé à avoir remporté un titre olympique en bobsleigh, et le deuxième champion olympique de bobsleigh le plus âgé derrière Jay O'Brien, titré à 48 ans. Aux championnats du monde, Kapus est médaillé de bronze en 1950 à Cortina d'Ampezzo en et 1951 à L'Alpe d'Huez en bob à quatre. En 1955 à Saint-Moritz, il est champion du monde en bob à quatre et médaillé de bronze en bob à deux. Sa formation de mécanicien lui permet de construire lui-même un bob sur roues pour s'entraîner. Dans les années 1970, il est conseiller pour la construction de la piste de bob des Jeux olympiques d'hiver de 1972 au Japon et entraîneur national de l'équipe japonaise.

## Palmarès

### Jeux Olympiques
- : médaillé d'or en bob à 4 aux JO 1956.

### Championnats monde
- : médaillé d'or en bob à 4 aux championnats monde de 1955.
- : médaillé de bronze en bob à 4 aux championnats monde de 1950, 1951 et 1955.